# Oxychilus canini
Oxychilus canini is een slakkensoort uit de familie van de Oxychilidae. De wetenschappelijke naam van de soort is voor het eerst geldig gepubliceerd in 1857 door Benoit.